# غده زیرآرواره‌ای
غده زیر آرواره‌ای یا غده تحت فکی یک جفت غدد بزاقی اصلی هستند که در زیر کف دهان جای دارند. وزن هر یک از آن‌ها حدود ۱۵ گرم است و در حدود ۶۰-۶۷٪ از ترشح بزاق بدون تحریک نقش دارند. در تحریک با افزایش ترشح غده بناگوشی (پاروتید) به ۵۰٪، سهم آن‌ها به نسبت کاهش می‌یابد. طول میانگین غده بزاقی زیرآرواره‌ای طبیعی انسان تقریباً ۲۷ میلی‌متر است ، در حالی که عرض میانگین آن تقریباً ۱۴.۳ میلی‌متر است.

## نگارخانه

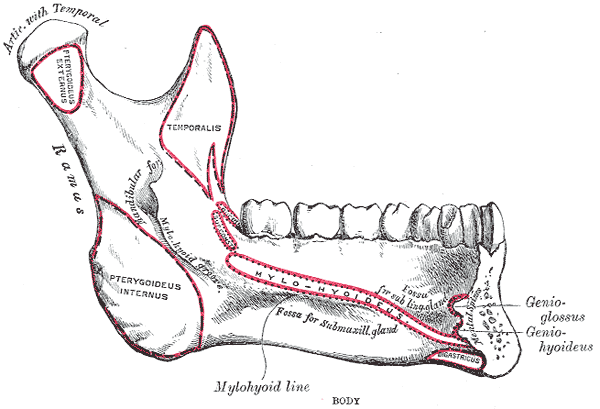
نمای درونی آرواره پایین
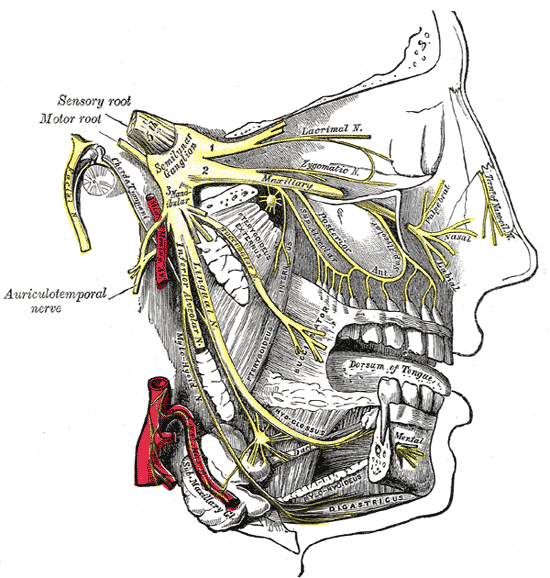
نمایی از اعصاب ماگزیلاری و مندیبولار و گره‌های ساب‌ماگزیلاری
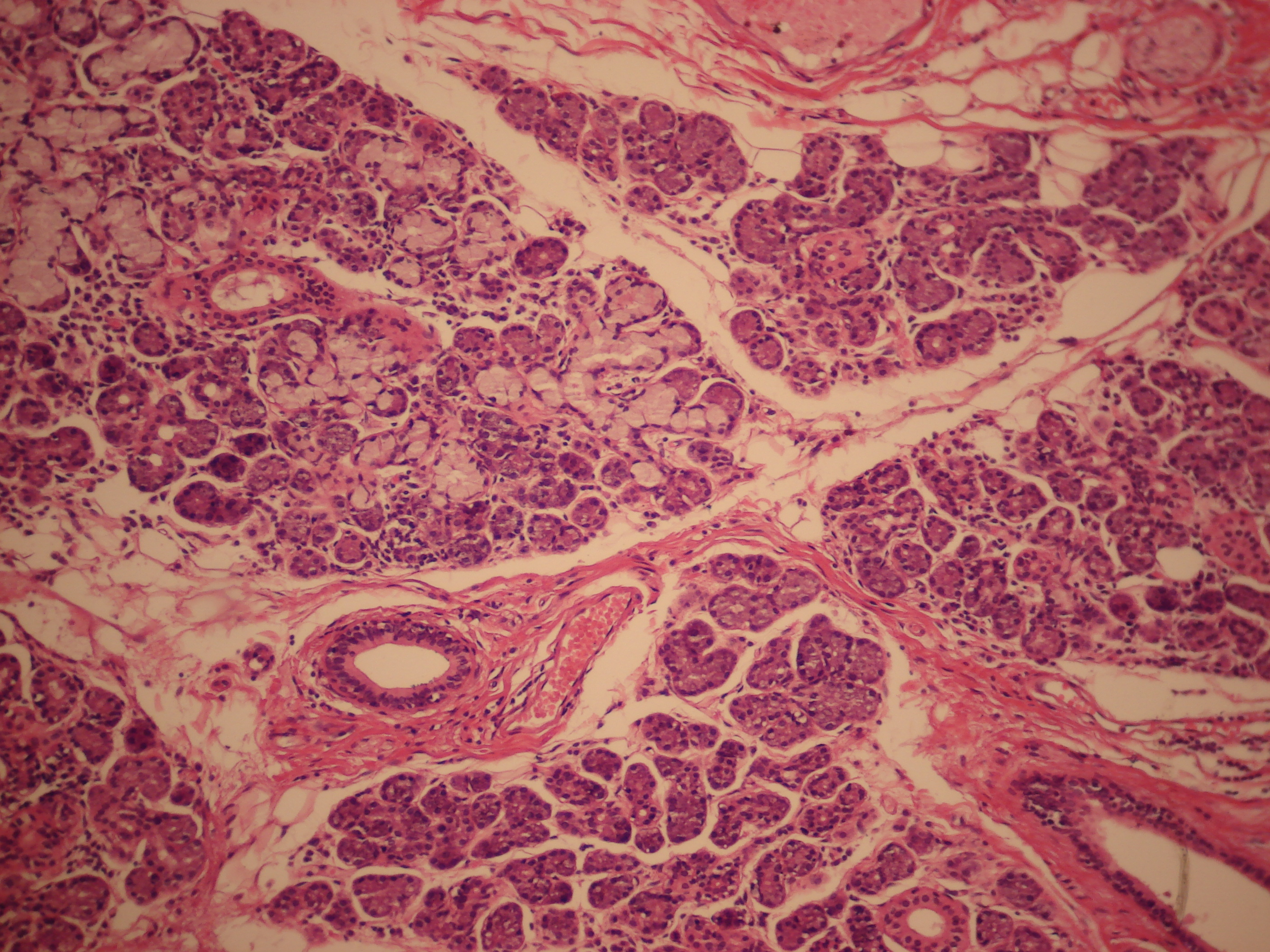
سلول‌های موکوز دارای سیتوپلاسم‌های کمرنگ و سلول‌های سروزی با رنگ بازوفیلی
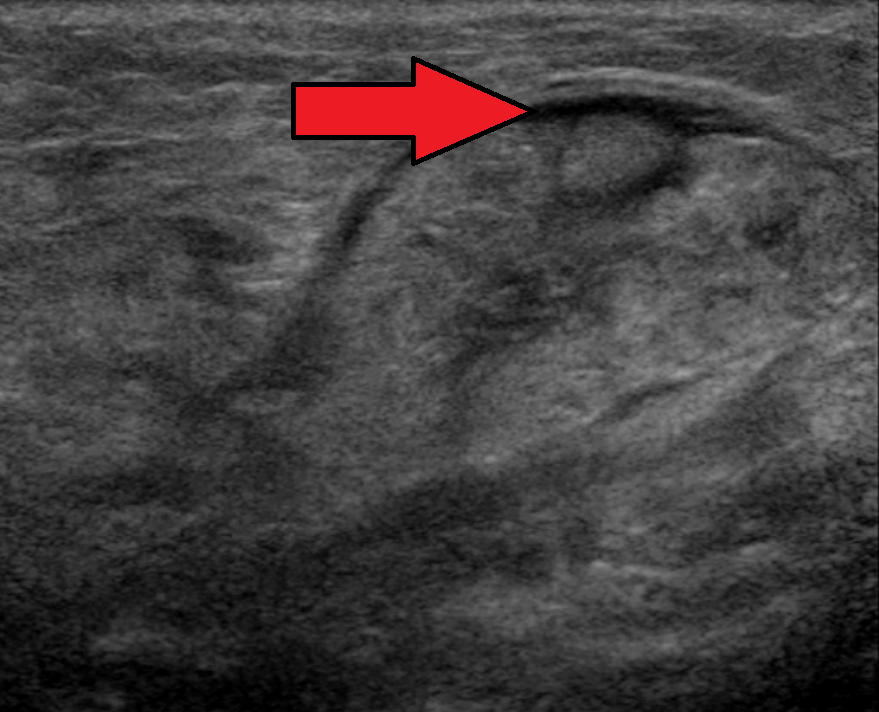
تورم غده زیرآرواره‌ای که با فراصوت دیده می‌شود
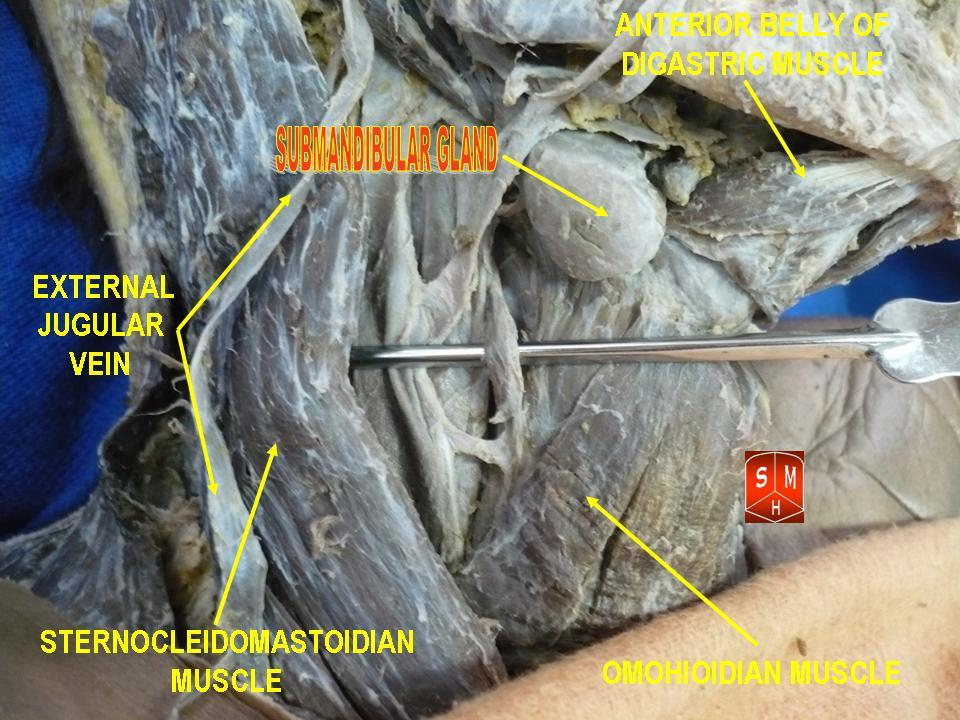
غده زیرآرواره‌ای
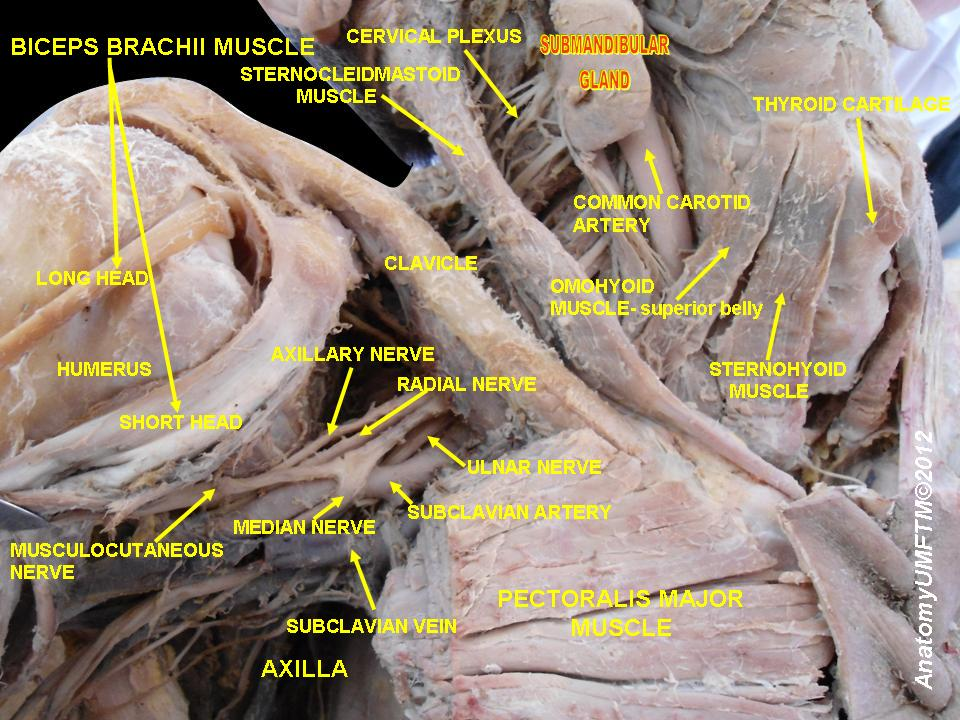
غده زیرآرواره‌ای
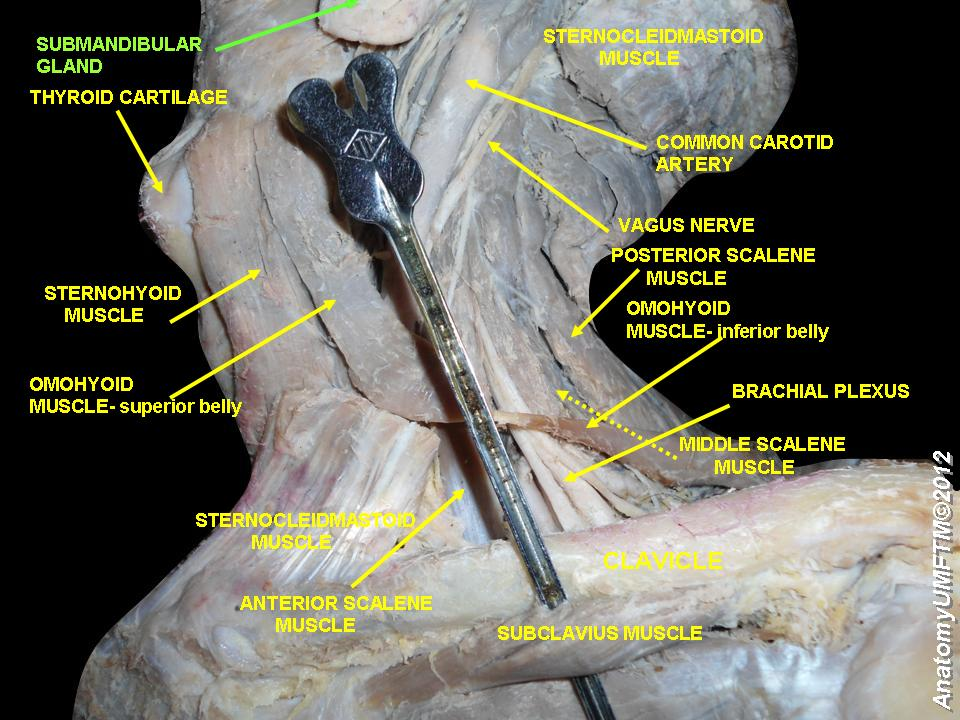
نمای کناری غده زیرآرواره‌ای
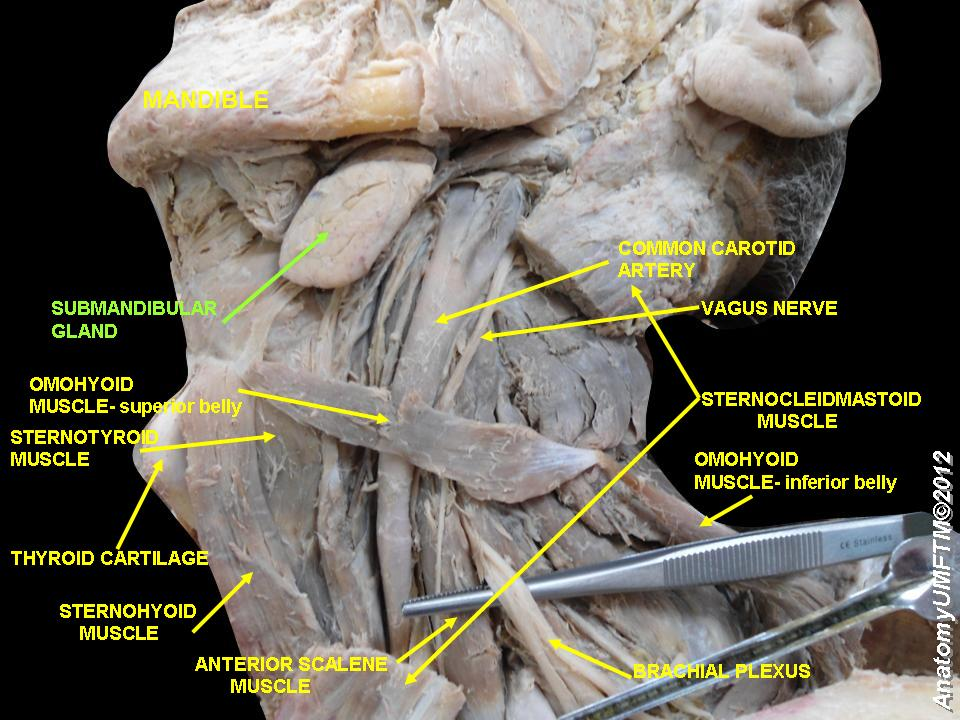
غده زیرآرواره‌ای
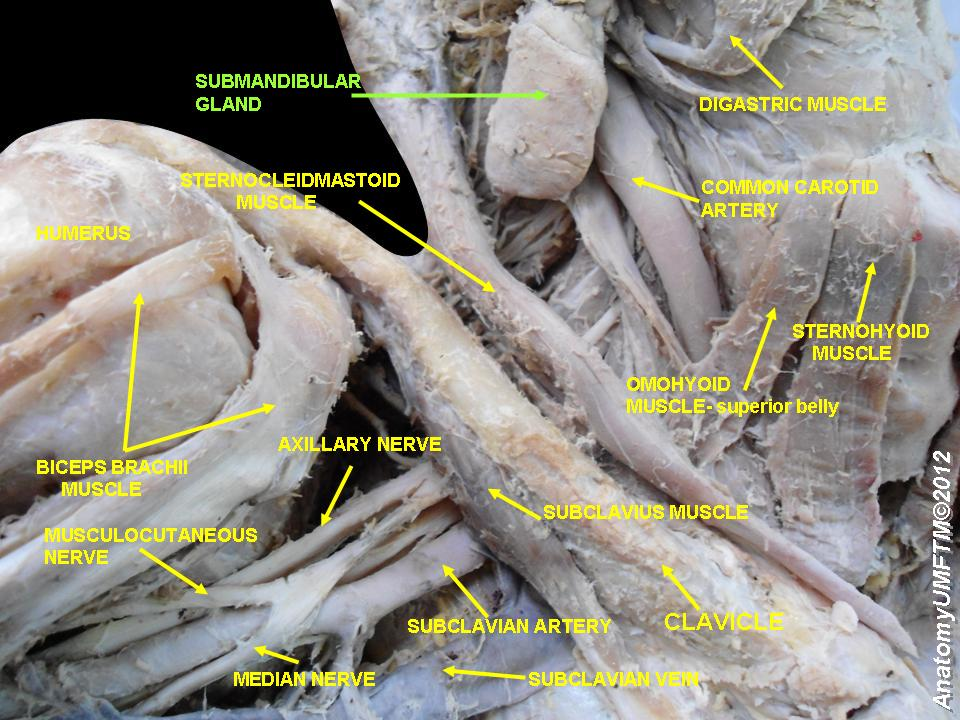
نمای راست غده زیرآرواره‌ای
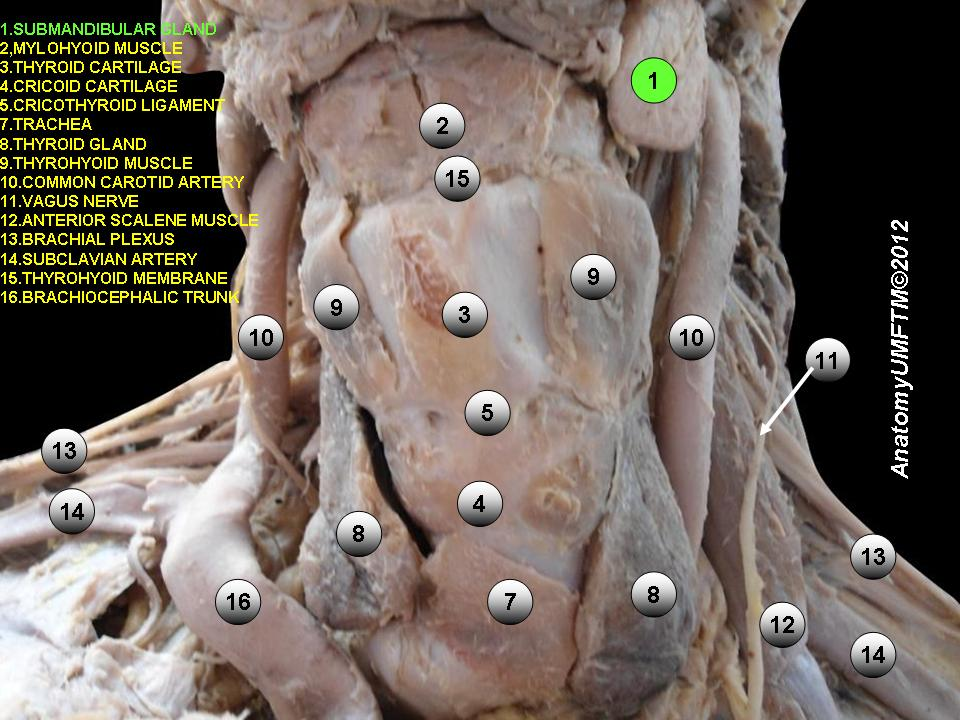
غده زیرآرواره‌ای
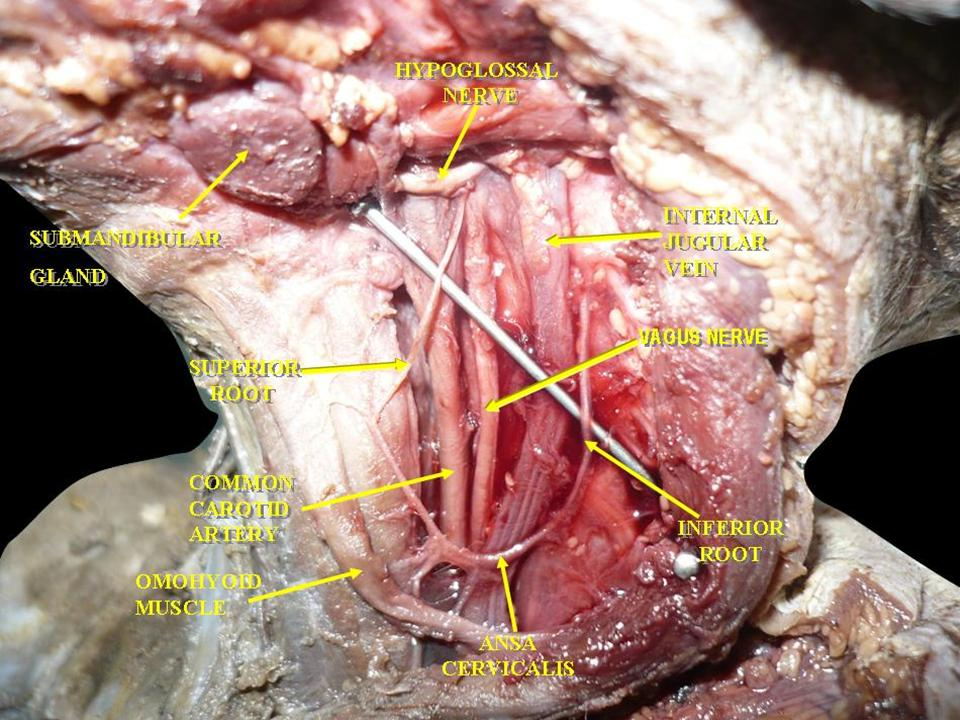
ماهیچه‌ها، سرخرگ‌ها و عصب‌های گردن
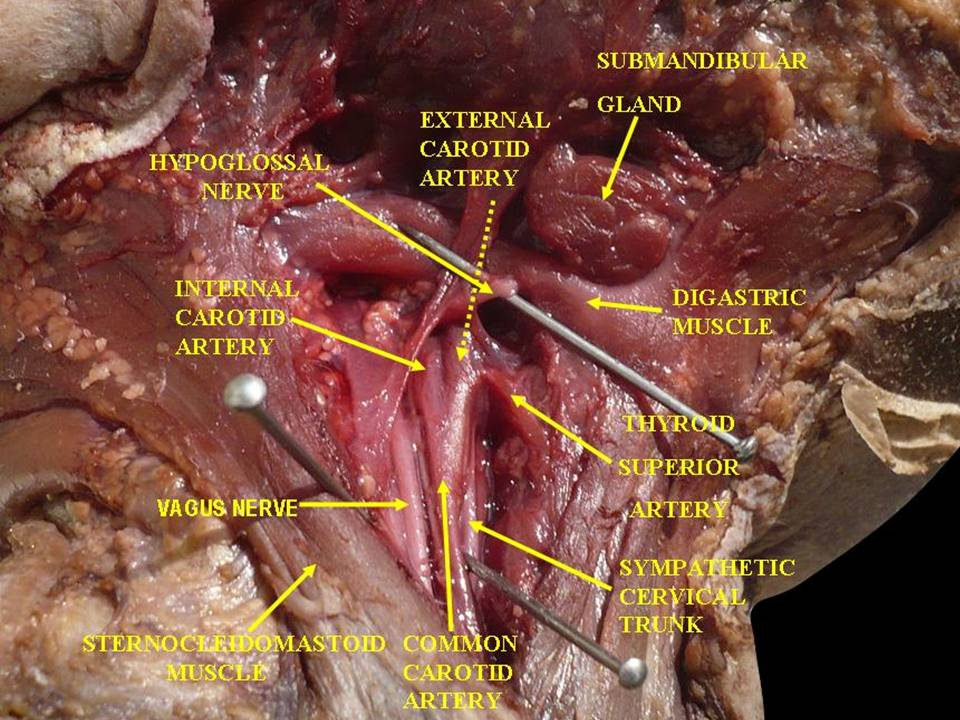
ماهیچه‌ها، سرخرگ‌ها و عصب‌های گردن
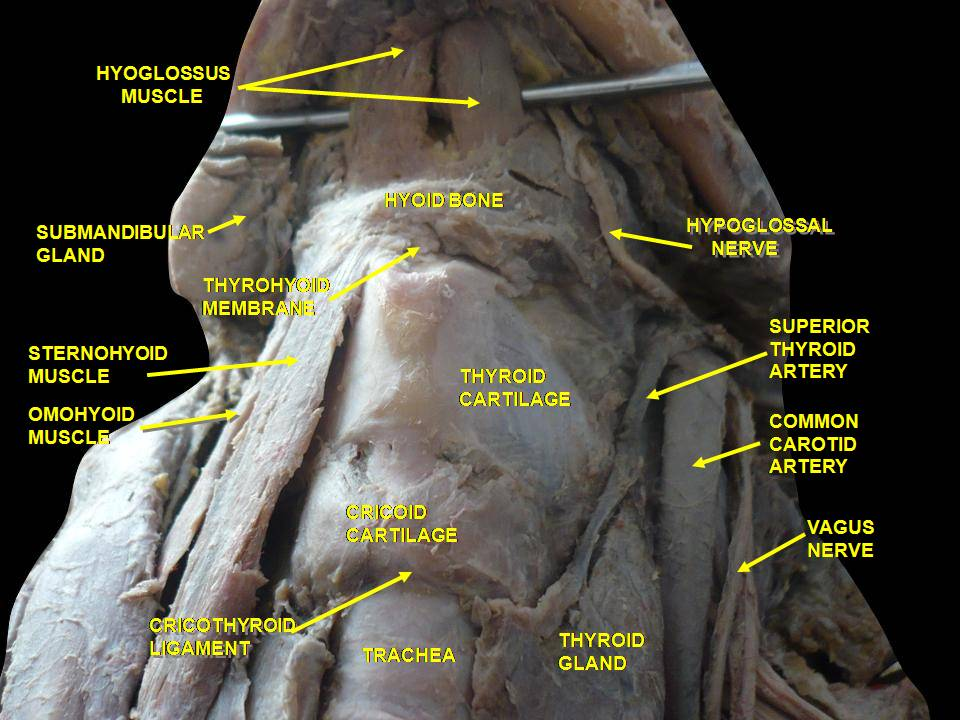
ماهیچه‌ها، سرخرگ‌ها و عصب‌های گردن از نمای روبه‌رویی
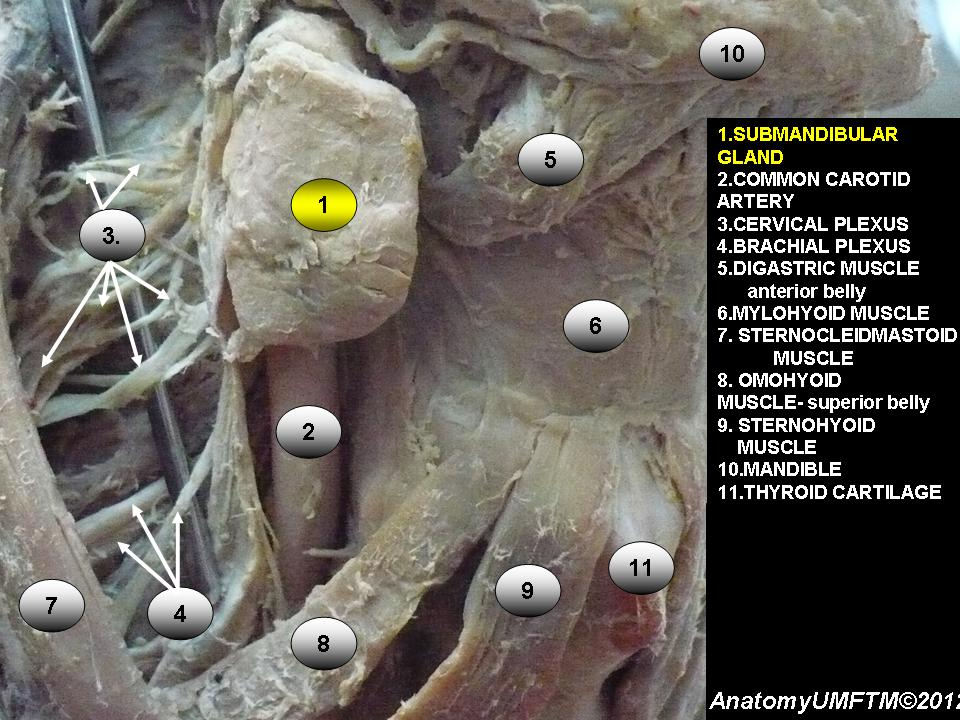
غده زیرآرواره‌ای